# X-WiN
Das Wissenschaftsnetz X-WiN ist der Nachfolger des Gigabit-Wissenschaftsnetzes G-WiN. Das X-WiN wird vom DFN-Verein betrieben und bildet den nationalen Backbone des Deutschen Forschungsnetzes, welches mehr als 700 deutsche Hochschulen und Forschungseinrichtungen miteinander verbindet. Neben einem Peering in andere deutsche Netzwerke ist das X-WiN auch an den europäischen Forschungsbackbone GÉANT angeschlossen.
Das X-WiN verfügt 2016 über ein Multi-Gigabit-Kernnetz mit insgesamt 70 Standorten, die über 10500 km Glasfaser miteinander verbunden sind, und bietet den Teilnehmern Anschlusskapazitäten von bis zu 2 Mal 100 Gigabit/s. Im Kernbereich des Netzes sind Datenraten von über 1.000 Gigabit/s (1 Terabit/s) möglich.
Der Wechsel vom G-WiN zum X-WiN wurde Anfang 2006 vollzogen.

## Technik
Die Hauptidee des DFN ist es, ganze Glasfasern so anzumieten, dass eine möglichst hohe Ausfallsicherheit für das Netz gewährleistet werden kann. Deshalb werden die Fasern bevorzugt von Gasnetzbetreibern angemietet, da für Gasleitungen besonders hohe Sicherheitsstandards gelten. Damit sind dann implizit auch die parallel verlegten Glasfaserleitungen vor Ausfällen zum Beispiel durch Umwelteinflüsse und Vandalismus relativ sicher.
Da, wo möglich, ganze Glasfasern angemietet werden, können die zur Verfügung stehenden Übertragungsfrequenzen je nach Bedarf genutzt werden. Acht Hauptstandorte (Erlangen, Frankfurt, Hannover, Berlin, Hamburg, Leipzig, Garching, Duisburg)  sind im Kreis verbunden und bilden das Super-Core-Netz. Dieses Super-Core-Netz wird derzeit mit Bandbreiten von 200 Gbit/s geschaltet, welche bei Bedarf weiter erhöht werden können.
Des Weiteren besteht das X-WiN aus mehreren im Kreis an das Super-Core-Netz angebundenen Glasfaserringen, die jeweils mehrere Kernstandorte des Netzes an das Super-Core-Netz mit derzeit maximal 100 Gbit/s anschließen. Die aktuelle Topologie des Netzes ist in aufgezeichnet. 
Weitere Standorte wie zum Beispiel kleinere wissenschaftliche und Versorgungseinrichtungen können dann über einen Kernstandort mit dem X-WiN verbunden werden.
Im Kernnetz kommt optische DWDM-Multiplextechnik des Herstellers ECI Telecom zum Einsatz.

## Aufgaben
Die Aufgabe des X-WiN ist es, die Wissenschaftszentren in Deutschland hochperformant miteinander zu verbinden und die Kommunikation mit anderen Wissenschaftsnetzen sowie mit dem sonstigen Internet zu ermöglichen.
Dies geschieht einerseits durch den Dienst DFNInternet, mit dem jeder Standort an das Internet angeschlossen wird. Innerhalb der internationalen Forschungsnetze können sehr hohe Bandbreiten zur Verfügung gestellt werden.
Es gibt außerdem die Möglichkeit, dedizierte Point-to-Point-Verbindungen zwischen Kernstandorten schalten zu lassen. Diese laufen dann außerhalb des gewöhnlichen Internets und lassen sich für Aufgaben wie zum Beispiel Backups nutzen, die große Bandbreiten zwischen zwei Standorten benötigen, oder für VoIP-Dienste, die eine hohe Dienstgüte bis zum Anschlusspunkt des PSTN benötigen.

## Anbindung
Das X-WiN ist an den Super-Core-Standorten mit externen Netzen verbunden. So ist GÉANT über Frankfurt und Hamburg an das X-WiN angeschlossen. Das Peering mit anderen ISP und Content-Providern findet am DE-CIX in Frankfurt/M. und Hamburg, am ECIX in Düsseldorf und am BCIX in Berlin statt.
Im Jahr 2006 hatte das X-WiN ein nahezu symmetrisches Datenaufkommen von 2,8 Petabyte/Monat an den Peeringpunkten, was zu diesem Zeitpunkt einem Fünftel des am DE-CIX angelaufenen Peeringverkehrs entsprach.
Im Jahr 2022 betrug das Datenvolumen mehr als ein Exabyte.

## Weblink
- Informationen über das X-WiN beim DFN